# Подмена (фильм, 1991)
«Подмена» (англ. Switch) — американский кинофильм. В России фильм больше известен под названием «Кара небесная».

## Сюжет
Специалиста по рекламе Стива Брукса за его отношение к женщинам утопили в бассейне на совместной вечеринке его три бывшие подружки. Попавший в Чистилище, Стив может избежать участи попасть в ад, только вернувшись на землю и найдя женщину, которая его любит. Задача Стива усложнена тем, что он попадает на землю в теле женщины Аманды. Стив-Аманда осознаёт то, о чём всегда догадывался — за его потребительское отношение ни одна знакомая женщина ему даже не симпатизирует. Дьявол поторапливает Стива с разрешением ситуации.
Отсутствие Стива привлекает всё большее внимание. Аманда устраивается в старую компанию на его позицию. Хозяйка парфюмерной корпорации, лесбиянка Шейла Факстон демонстрирует интерес к Аманде и становится клиенткой будущей рекламной кампании. Впрочем, как сексуальная партнерша, она Аманду не привлекает. Аманда же в состоянии опьянения оказывается в постели с Уолтером, другом Стива Брукса. После бурной ночи она узнает, что имела близость с Уолтером и забеременела. Тем временем полиция обнаружила тело Стива. Бывшая подружка Стива Марго подбрасывает в квартиру пистолет, и Аманду арестовывают. На суде Аманду оправдывают. Беременность протекает тяжело, но Аманда сохраняет ребёнка, несмотря на угрозу жизни.
У неё рождается дочь, и потусторонний голос сообщает, что она будет любить Аманду. Аманда умирает и возносится на небеса. Уолтер забирает дочь к себе. Стиву-Аманде предстоит принять решение, каким ангелом предстоит стать: в мужском или женском обличье? Решение принять нелегко, и Бог говорит, что в запасе теперь есть вечность.

## В ролях
- Эллен Баркин — Стив Брукс (в теле женщины)
- Джимми Смитс — Уолтер Стоун
- ДжоБет Уильямс — Марго Брофман
- Перри Кинг — Стив Брукс (мужчина)
- Лоррейн Бракко — Шейла Факстон
- Брюс Пэйн — дьявол
- Лизетт Энтони — Лиз
- Кэтрин Кинер — секретарша Стива

## Критика
На агрегаторе рецензий Rotten Tomatoes рейтинг одобрения составляет 35 % на основе 23 рецензий со средней оценкой 4,9 из 10. На Metacritic средневзвешенная оценка составляет 48 баллов из 100 на основе 23 обзоров, что указывает на «смешанные или средние отзывы».